# Gheorghe Tomșa
Gheorghe Tomșa, ortografiat în unele surse ca George:p. 95, (n. 1878, Pleșcuța - d. ?) a fost un deputat în Marea Adunare Națională de la Alba Iulia, organismul legislativ reprezentativ al „tuturor românilor din Transilvania, Banat și Țara Ungurească”, cel care a adoptat hotărârea privind Unirea Transilvaniei cu România, la 1 decembrie 1918.:p. 220

## Biografie
Gheorghe Tomșa a fost fiu lui Zaharia și Feier Tomșa (născută Barbura). A trăit toată viața în comuna natală, unde a ocupat diferite poziții administrative, cum ar fi: guard, casier și consilier comunal, președinte al Composesoratului  Urbarial Pleșcuța (1910- 1926) sau membru al sfatului popular.:p. 220

## Activitatea politică
Ca deputat în Adunarea Națională din 1 decembrie 1918 a fost delegat al Cercului electoral Iosășel (Gurăhoț) din județul Arad :p. 95. 